# Theodor Mihali
Theodor Mihali (n. 15 martie 1855, Prislop, România – d. 17 ianuarie 1934) a fost un politician român transilvănean, președinte interimar al PNR în anul 1919. 

## Date biografice
S-a născut la 15 martie 1855 în satul Prislop, comitatul Solnoc-Dăbâca, azi în comuna Boiu Mare din județul Maramureș.
A urmat cursurile liceale la Baia Mare și la Gimnaziul superior romano-catolic din Cluj, după care s-a înscris la Facultatea de Drept a Universității Francisc Iosif din Cluj. A obținut doctoratul în drept în anul 1883.
A început să profeseze ca avocat la Dej. A fondat Despărțământul Dej al Astrei și Casina Română din Dej (1891), precum și Institutul de Credit și Economii „Someșana” din Dej (1890).
Membru al Partidului Național Român (P.N.R.) din 1880 și al Comitetului Central al acestuia din 7 octombrie 1890, a devenit, în anul 1905, vicepreședinte, apoi în anul 1919 președinte al acestui partid, după moartea lui Gheorghe Pop de Băsești. Judecat și condamnat la 2 ani și 6 luni de închisoare în procesul Memorandului (1894), a susținut intrarea în politica activă a P.N.R. În același an a fost ales deputat al cercului Ileanda-Mare pe care l-a reprezentat până în 1918 în Parlamentul de la Budapesta.
Președinte al Clubului Parlamentar din monarhia Austro-Ungară (1905-1918), a participat la elaborarea Declarației de la Oradea din 12 octombrie 1918. A fost și vicepreședinte al Marii Adunări Naționale de la 1 decembrie 1918 și vicepreședinte al Marelui Sfat Național Român. Ulterior, a devenit membru al Partidului Poporului, apoi al Partidului Național Liberal, a fost ales ca deputat la alegerile din 1920 și 1931, și a deținut și funcția de vicepreședinte al Senatului României.
A fost prefect al județului Solnoc-Dăbâca (1919), calitate în care i-a întâmpinat în Dej pe regele Ferdinand și pe regina Maria în 26 mai 1919.
A fost primar al municipiului Cluj în perioada 21 aprilie 1926 - 21 octombrie 1926, respectiv 23 iunie 1927 - 24 iulie 1931.
Theodor Mihali a fost Cavaler al Ordinului Ferdinand I în gradul de Mare Cruce.
În 1884 s-a căsătorit cu Viorica Vaida-Voievod (care a murit în 24 septembrie 1903) și au avut o fetiță, care a murit copilă. În 1906, s-a recăsătorit cu Eleftera Porescu, directoarea Azilului „Regina Elisabeta” din București. 

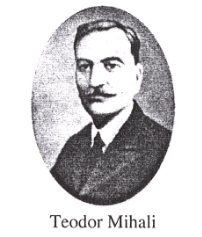
Teodor Mihali

Theodor Mihali s-a stins din viață la 17 ianuarie 1934 și a fost înmormântat în Cimitirul Hajongard din Cluj.

## Galerie de imagini

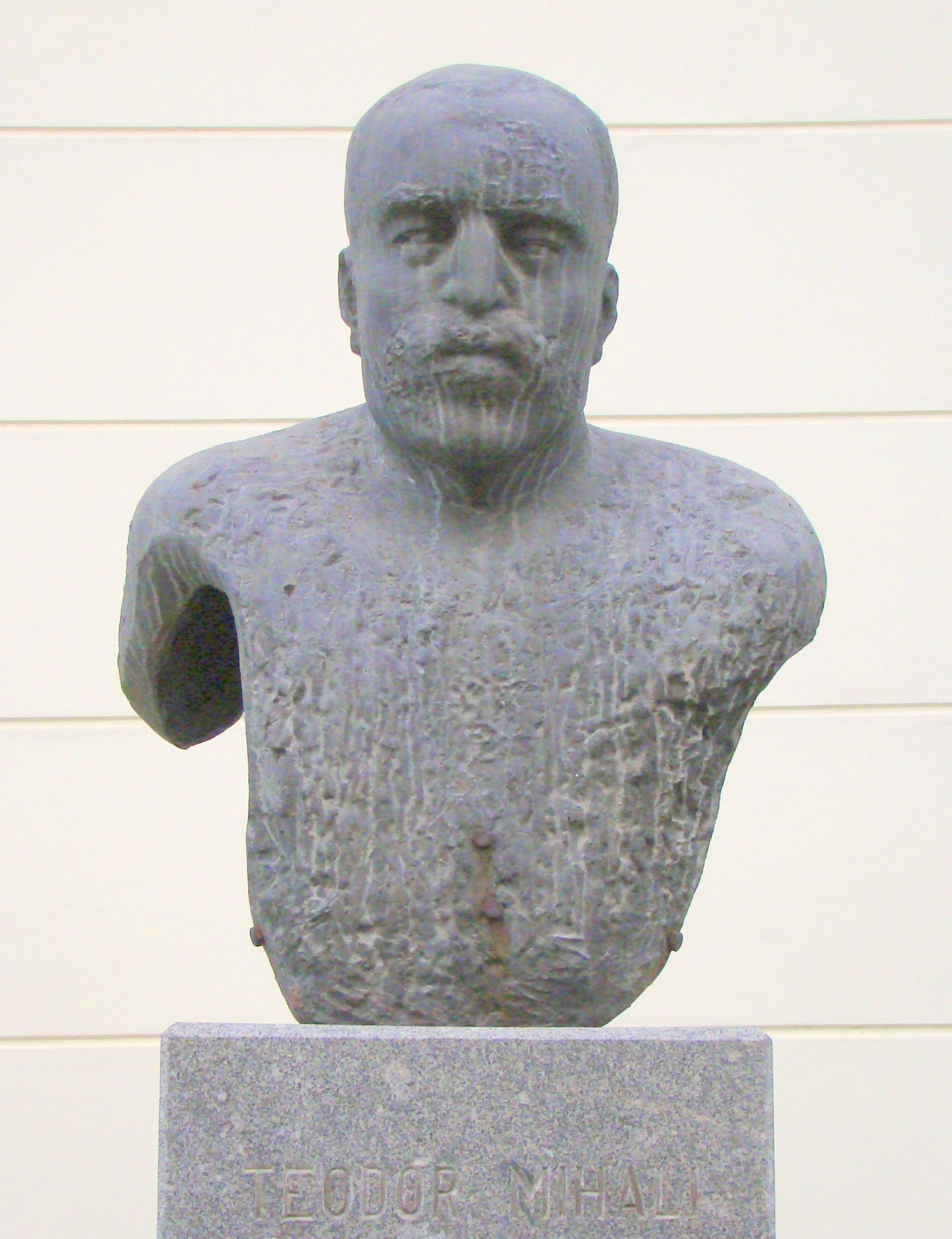
Bustul lui Teodor Mihali din Alba Iulia
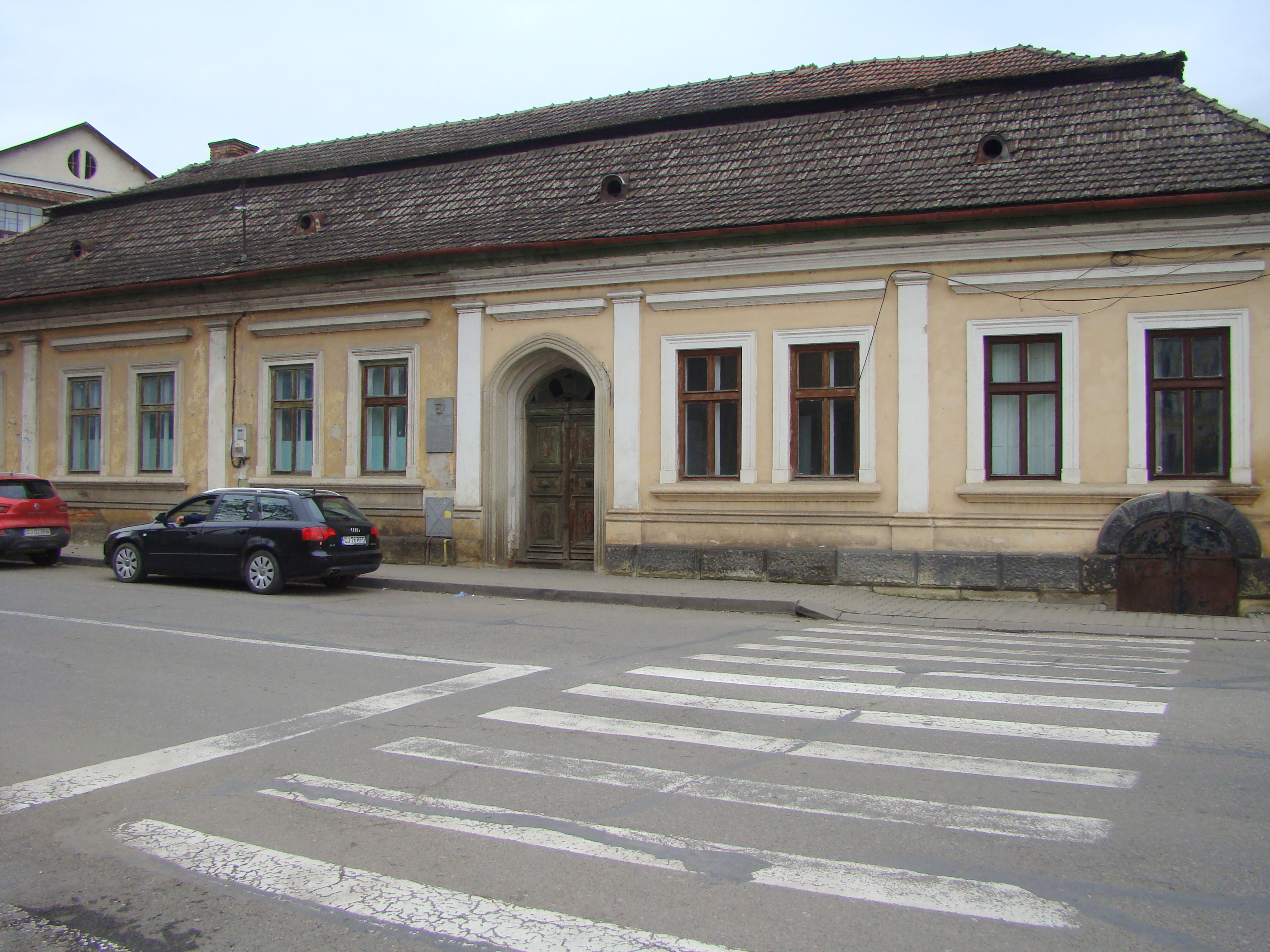
Casa din Dej în care a locuit Teodor Mihali (monument istoric)
Mormântul lui Teodor Mihali